# Ponerorchis kiraishiensis
Ponerorchis kiraishiensis är en orkidéart som först beskrevs av Bunzo Hayata, och fick sitt nu gällande namn av Jisaburo Ohwi. Ponerorchis kiraishiensis ingår i släktet Ponerorchis och familjen orkidéer.
Artens utbredningsområde är Taiwan. Inga underarter finns listade i Catalogue of Life.